# György Moldova

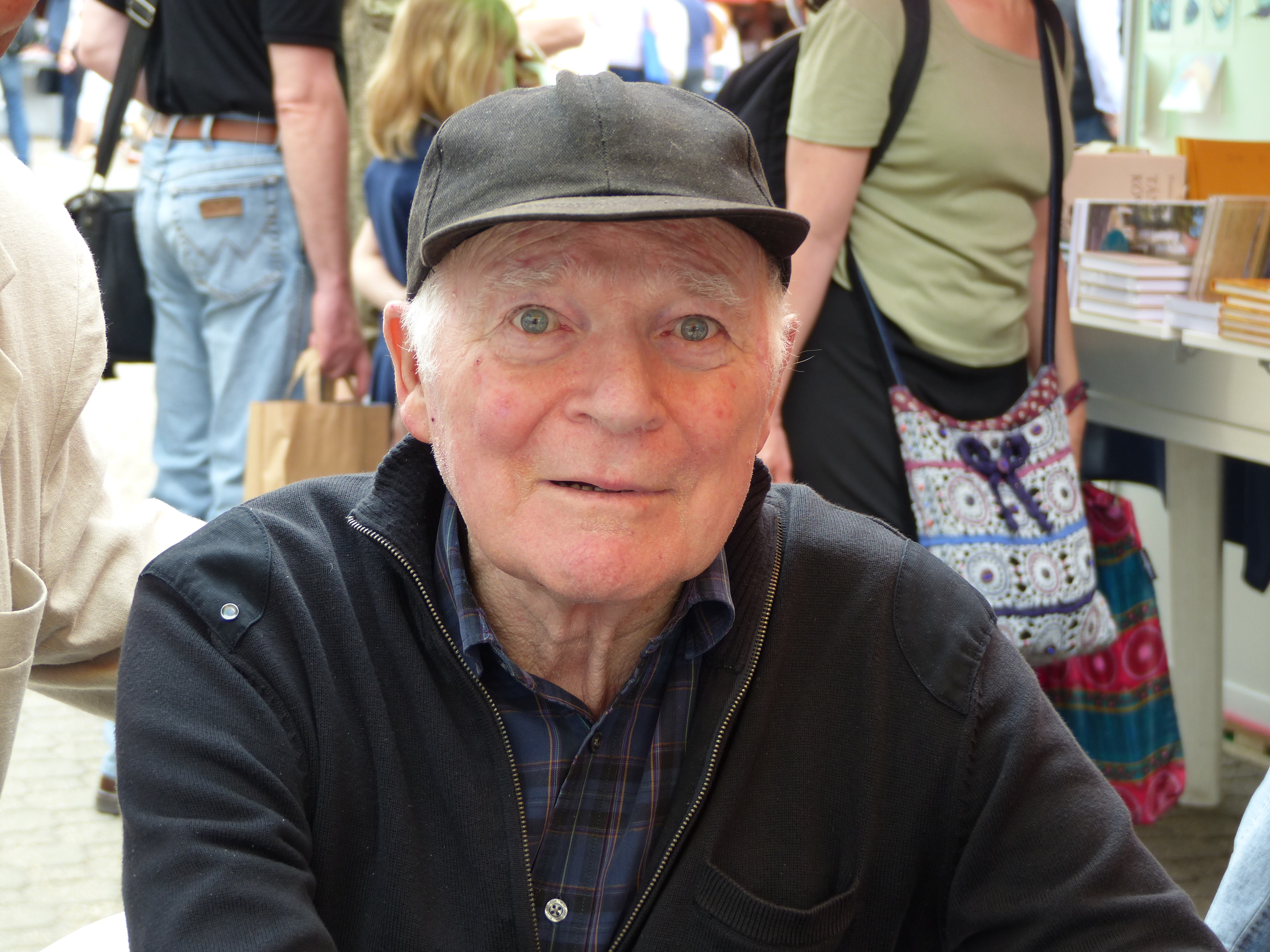
György Moldova (2016)

György Moldova (geboren als György Reif am 12. März 1934 in Budapest; gestorben am 4. Juni 2022 ebenda) war ein ungarischer Schriftsteller.

## Leben
György Reif wurde Ende 1944 zusammen mit seinen jüdischen Eltern vom faschistischen Pfeilkreuzlerregime im Budapester Zwangsghetto inhaftiert. Reif begann ein Schauspielstudium an der Budapester Theaterakademie, musste das Studium aber 1957 im Zuge der politischen Säuberungen nach der Niederschlagung des Ungarischen Volksaufstandes abbrechen.
Moldova schlug sich mit Gelegenheitsarbeiten durch und begann 1958 für den Film und das Theater zu schreiben. Er wurde auf dem im kommunistischen Ungarn reglementierten Buchmarkt ein sehr erfolgreicher Schriftsteller. Er schrieb über Alltagssituationen aus der Welt der Arbeit, aus verschiedenen Randregionen Ungarns und schrieb auch Satiren.
Moldova erhielt 1973 und 1978 den Attila-József-Preis und 1983 den Kossuth-Preis.
Seit der politischen Wende 1989 schrieb Moldova auch für die Satirezeitschrift Hócipő und er hatte eine wöchentliche Kolumne in der Zeitung Magyar Hírlap.
Moldova schrieb 1988 mit Bűn az élet eine Reportage über den Umgang der ungarischen Polizei mit dem cigánybűnözés („Zigeunerkriminalität“). Der von ihm aufgegriffene Begriff ist seither in das Raster der politisch unkorrekten Ausdrucksweisen gefallen, die damit umschriebenen Wahrnehmungen sind auch 30 Jahre später Gegenstand politischer Kontroversen, nicht nur in Ungarn.
Moldova bezeichnete sich auch Jahrzehnte später als Anhänger der Politik des Kommunisten János Kádár, er veröffentlichte 2006, im Jahr des 50. Jahrestages der Niederschlagung des ungarischen Volksaufstandes, eine wohlwollende zweibändige Biografie Kádárs, was Péter Esterházy nicht in Bausch und Bogen verurteilt sehen wollte.
Moldova starb Anfang Juni 2022 im Alter von 88 Jahren.

## Werke (Auswahl)
- Sötét angyal; 1967
  - Der dunkle Engel; Übersetzung Irene Kolbe; Budapest; Corvina; 1967
- Magányos pavilon; Budapest; Magvető Könyvkiadó
  - Der einsame Pavillon; Übersetzung Eva Vajda; München; Desch; 1970
- Unter den Gaslaternen. Erzählungen; Übersetzung Hans Skirecki; Berlin; Volk und Welt; 1971
- Negyven prédikátor
  - Vierzig Prediger; Übersetzung Hans Skirecki; Berlin; Union-Verlag; VOB; 1977
- Hitler Magyarországon; Budapest; Maecenas Könyvk; 1992
- Kádár János; 2006